# Сміття (фільм, 2014)
«Сміття» (англ. Trash) — бразильсько-британський художній фільм 2014 року режисера Стівена Долдрі, на основі однойменного роману письменника англійського письменника Енді Малігена 2010 року.
Гасло: «Ви ніколи не знаєте, що ви могли б знайти»

## Сюжет
На сміттєзвалищі в Ріо-де-Жанейро, де бідняки розгрібають сміття в пошуках всього, що можна було б продати, два хлопчики знаходять гаманець з великою сумою грошей, пачкою лотерейних квитків, календарем із зазначеними датами і ключем від камери зберігання. Та незабаром, коли вони ще не встигли навіть розділити знайдені гроші, на смітник прибуває місцева поліція і пропонує винагороду тому, хто знайде гаманець. Рафаель і Гардо та їх друг Щур розуміють, що треба сховати знайдений скарб, а також довідатися чому дуже впливові і небезпечні люди за всяку ціну хочуть віднайти цей гаманець.

## Ролі виконують
- Руні Мара — сестра Олівія
- Мартін Шин — отець Джульярд
- Вагнер Моура — Хосе Анджело
- Селтон Мелло[pt] — Федеріко Гонц
- Ріксон Тевес — Рафаель
- Едуардо Люїс — Гардо
- Габріель Вайнштайн — Щур

## Нагороди
- 2014 Нагорода Римського міжнародного кінофестивалю:
  - приз глядацьких симпатій — Стівен Долдрі[2][3]
- 2014 Нагорода Талліннського кінофестивалю «Темні ночі»:
  - нагорода фестивалю дитячих і молодіжних фільмів Just Film
- 2015 Велика преміїя бразильського кіно (Grande Prêmio do Cinema Brasileiro):
  - за найкращі спецефекти — Адам Ровланд